# Pilotrichum cristatum
Pilotrichum cristatum là một loài rêu trong họ Pilotrichaceae. Loài này được Mitt. mô tả khoa học đầu tiên năm 1869.